# Phlebodium aureum
A Phlebodium aureum (narancspöttyös páfrány) az amerikai kontinens trópusi és szubtrópusi régióiban őshonos epifita növényfaj. Nevének egyéb ismert változatai: Polypodium aureum, Polypodium leucotomos.
Az édesgyökerű páfrányfélék (Polypodiaceae) családjához tartozó Polypodium nemzetség mintegy 75-100 fajt számlál, melyek bár ez egész Földön elterjedtek, mégis jellemzően a trópusokon fordulnak elő. Ebbe a nemzetségbe tartozik a Phlebodium aureum is, ami Közép- és Dél-Amerikában fordul elő.1 Különböző polifenolos vegyületeket, pl. kumarinsavat, klorogénsavat, ferulsavat, kávésavat tartalmaz. Utóbbi kettő hatékony antioxidáns, ennek köszönhetően a Polypodium leucotomos kivonata erőteljes fotoprotektív („fényvédő”) hatást mutat, akár topikálisan, akár szájon át alkalmazva.2 A Polypodium kivonatokat Dél-Amerikában és Spanyolországban pszoriázis kezelésére használták,3 és egyre több klinikai eredmény mutatja azt, hogy jótékony hatású lehet egyéb bőrbetegségek kezelésében (pl.: atópiás dermatitits, vitiligo), ugyanis védelmet nyújt a napfény UV-sugaraival szemben.4 Fotoprotektív hatását több mechanizmus által együttesen éri el: antioxidánsként semlegesíti a szabad gyököket, védi a bőr sejtjeinek DNS-ét, immunvédő és bőröregedést gátló tulajdonsággal bír.

## A Phlebodium aureum fotoprotektív hatásai

### Antioxidáns hatás
A Phlebodium aureum kivonata fokozza az endogén antioxidáns rendszer kapacitását, semlegesíti a prooxidáns hatású szuperoxid-anionokat, hidroxilgyököket és lipoperoxidokat, melyek a bőrben napfény által keletkeznek.5-8 A bőrben reaktív oxigénszármazékok nem csak az UV-tartományba eső, hanem a látható fény hatására is képződnek.9

### DNS védelem
A szájon keresztül alkalmazott Polypodium kivonat gátolja az UV-mediált DNS-károsodást és mutagenezist.2 Megakadályozza bizonyos, UV-fény hatására keletkező termékek felhalmozódását,10,11 melyek a DNS molekuláris szintű átrendeződését okoznák.12 A Phlebodium aureum kivonata ezt a védőhatást feltehetően úgy éri el, hogy csökkenti az oxidatív stressz okozta károsodást, és így a DNS-javító mechanizmusok hatékonyabban működhetnek.2

### Immunvédelem
A Phlebodium aureum immunomodulátos tulajdonságokkal bír, különböző mechanizmusok által fotoimmunoprotektív hatóanyagként tud viselkedni,13 így segíthet az UV-sugárzás által okozott immunszuppresszió kivédésében. Ilyen mechanizmus például az, hogy gátolja bőrben a Langerhans-sejtek kimerülését, így megőrizve a bőr immunvédelmét.1

### Bőröregedés-gátló (antiaging) hatás
A photoaging (napfény-indukálta bőröregedés) megelőzése ellen is ígéretesnek bizonyult a Phlebodium aureum kivonata, mivel gátolja a kollagén és elasztin lebontásáért felelős mátrix-metalloproteinázokat.1,14 Elősegíti a bőr regenerálódását és kompenzálja az UV-sugárzás által kiváltott káros hatásokat.15,16
| Védőhatás                    | Celluláris/molekuláris mechanizmus |
| ---------------------------- | --- |
| Gyulladáscsökkentő hatás     | Az UV-indukált makrofág és neutrofil infiltráció csökkentése Az UV-indukált COX-2 expresszió gátlása TNF-α, iNOS, AP-1, NK-κB blokkolása                                                        |
| DNS mutagenezis csökkentése  | A természetes antioxidáns rendszer működésének elősegítése p53 aktiváció Az UV-indukált fototermékek eltávolítása és a ciklobután-pirimidin dimerek képződésének megelőzése                     |
| Immunoreguláció              | A bőr antigénprezentáló sejtjeinek (Langerhans-sejtek) védelme, funkciójuk megőrzése |
| Sejtciklus és sejtintegritás | A sejtek életképességének megőrzése és a citoszkeleton megbomlásának gátlása Mátrix-metalloproteinázok (többek között a kollagén és elasztin lebontásáért felelős enzim) termelődésének gátlása |

## Antioxidánsok szerepe a fényvédelemben
A bőrsejtek a sejtlégzés, a metabolikus folyamataik vagy külső körülmények (pl.: UV-sugárzás, a légszennyezés káros hatásai, kemikáliák) hatására folyamatosan termelnek nagy reaktivitással bíró oxidációs termékeket, melyeket általánosan szabad gyököknek neveznek. Fiziológiás körülmények között ezeket a molekulákat az emberi szervezet saját antioxidáns (enzimatikus vagy nem-enzimatikus) rendszere azonnal semlegesíti. Amikor a szabad gyökök és antioxidánsok közötti egyensúly felborul (az előbbiek javára), akkor a sejtek különböző strukturális alkotói és molekulái károsodnak, úgymint a sejtmembrán lipidjei, a sejtmagi és mitokondriális DNS, valamint a fehérjék. Ez bőrproblémák kialakulását idézheti elő, vagy a már meglévők állapotromlásához vezethet. A helyileg alkalmazott fényvédőket (pl.: naptejet) a szájon át szedhető antioxidánsokkal kombinálva hatékonyabb védelem érhető el az UV-sugárzás káros hatásaival szemben (fotoprotekció).17 A szájon át szedhető antioxidánsok önmagukban nem jelentenek kellő fényvédelmet, ezért alkalmazásuk nem helyettesíti a napfényvédő krémek vagy olajok használatát. A szájon át szedett antioxidánsok viszont szisztémásan, vagyis a test egészére fejtik ki védő hatásukat, egyenletesen oszlanak el a bőrben, fürdőzés során nem "mosódnak le" a bőrről, így amíg ezek a molekulák jelen vannak a szervezetben, addig biztosítják a szabad gyökökkel szembeni védő hatást. 